# Alexandra Illmer Forsythe
Alexandra « Sandra » Winifred Illmer Forsythe (20 mai 1918 – 2 janvier 1980) est une informaticienne américaine connue principalement comme coauteure d'une série de manuels d'enseignement d'informatique durant les années 1960 et 1970, y compris en 1969 le tout premier manuel d'enseignement d'informatique, intitulé Computer Science: A First Course.

## Biographie
Alexandra Forsythe (née Illmer) est née à Newton (Massachusetts) et a grandi à Cortland (New York). Elle étudie au Swarthmore College, où elle rencontre son futur mari George Forsythe et obtient un baccalauréat universitaire en mathématiques. Elle et George sont tous deux admis aux cours de PhD en mathématiques à l'université Brown. Mais tout en étant une étudiante exceptionnelle, elle ne peut pas continuer ces études parce que le doyen de l'université n'acceptait pas une femme mathématicienne et supprime sa bourse d'études. Finalement elle quitte l'université Brown et termine sa maîtrise universitaire au Vassar College en 1941 tout en y étant instructrice,. Elle épouse George Forsythe le 14 juin 1941, le jour où il obtient son doctorat en mathématiques.

## Activités
En 1969, Forsythe publie le livre Computer Science: A First Course. En 1975 paraît une deuxième édition. En 1978, Forsythe publie, avec Elliot I. Organick, le livre Programming Language Structures. Forsythe a enseigné à l'université Stanford et à l'université de l'Utah. Ses livres ont été traduits en quinze langues. Alexandra Forsythe était mariée avec George Forsythe et a pris part à l'élaboration du programme d'informatique à l’université Stanford.

## Livres
- Alexandra I. Forsythe, Thomas Keenan, Elliott Organick et Warren Sternberg, Computer science: A First Course, New York, Wiley, 1969, 741 p. (ISBN 0471266809)
- Alexandra I. Forsythe, Thomas Keenan, Elliott Organick et Warren Stenberg, Computer science: BASIC Language, New York, Wiley, 1970 (ISBN 0471266779)
- Elliott Organick, Alexandra I. Forsythe et Robert Plummer, Programming Language Structures, New York, Academic Press, 1978 (ISBN 9780125282604)